# Rio Gruiu (Gilort)
O Rio Gruiu é um rio da Romênia, afluente do Setea Mică, localizado no distrito de Gorj.